# Iller (fiume)
Il fiume Iller (antico nome latino: Ilargus) è un fiume tedesco che scorre in Baviera e confluisce nel Danubio alla sua destra orografica.
Le sue fonti si trovano a circa 2000 m s.l.m. nelle Alpi, al confine tra Austria e Germania. Vicino a Oberstdorf, a 783 m s.l.m., si riuniscono tre piccoli fiumi, Breitach, Stillach e Trettach. È a partire da questo punto che il fiume prende il nome di Iller. Da qui scorre poi verso nord attraversando Sonthofen, Immenstadt e Kempten. 
Tra Lautrach (presso Memmingen) e Ulma traccia il confine tra la Baviera e il Baden-Württemberg per circa 50 chilometri. Presso Ulma, l'Iller sfocia nel Danubio, a 470 metri sul livello del mare.

Con una portata di 90 m³/s l'Iller è il settimo fiume della Baviera.

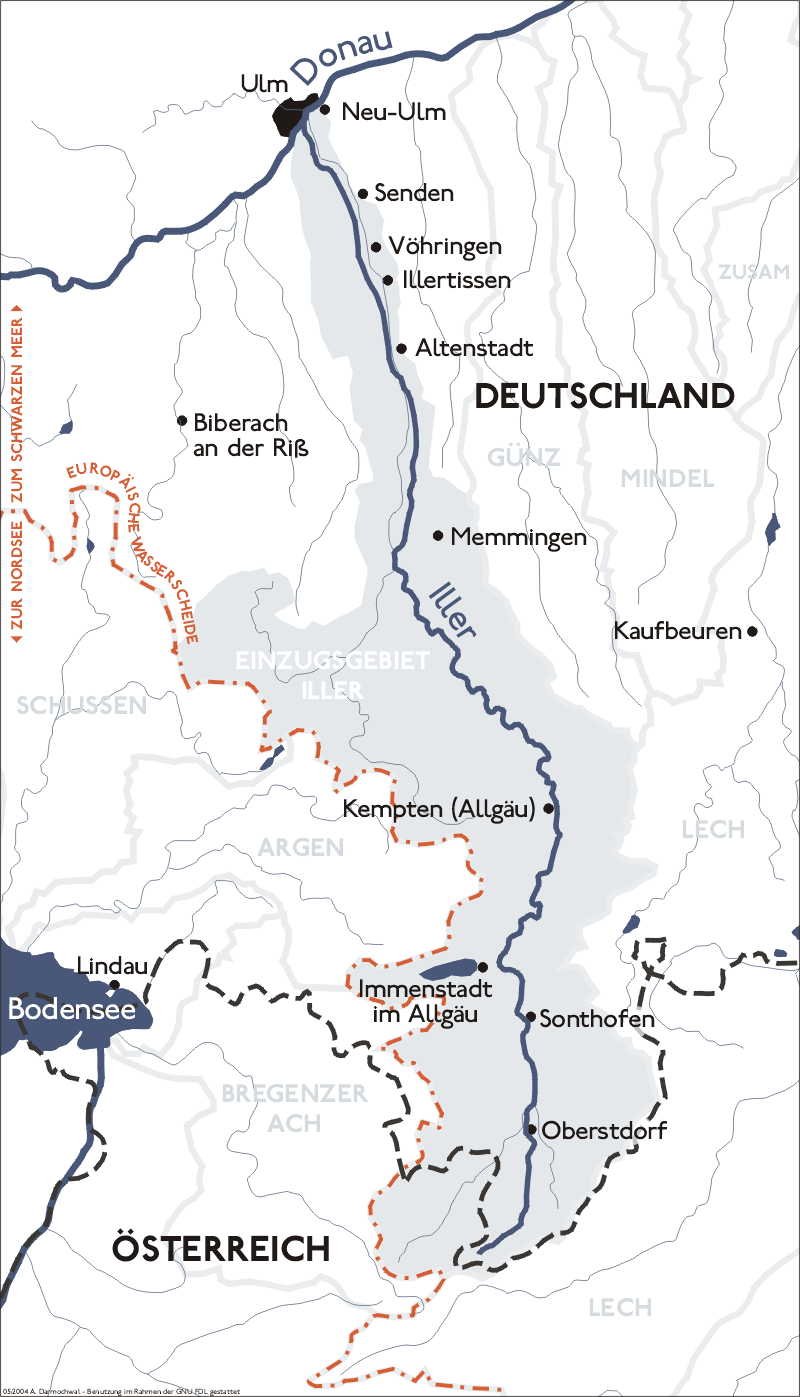
Il bacino e il percorso dell'Iller

Tra i principali affluenti vi sono il Rottach (lungh.: 14 km; foce presso Rottachmühle), l'Ostrach (20 km; presso Sonthofen), lo Starzlachklamm, il Kostanzer Ach (emissario del Grosse See), Durach, Aitrach (principale affluente di sinistra dell'Iller, è lungo 14 km) e il Memminger Ach.
Una pista ciclabile segue il corso del fiume, molto frequentato per praticare il rafting o per il trekking.
L'acqua viene usata a scopi idrolettrici da otto centrali per una potenza complessiva di 51 MW (1998).

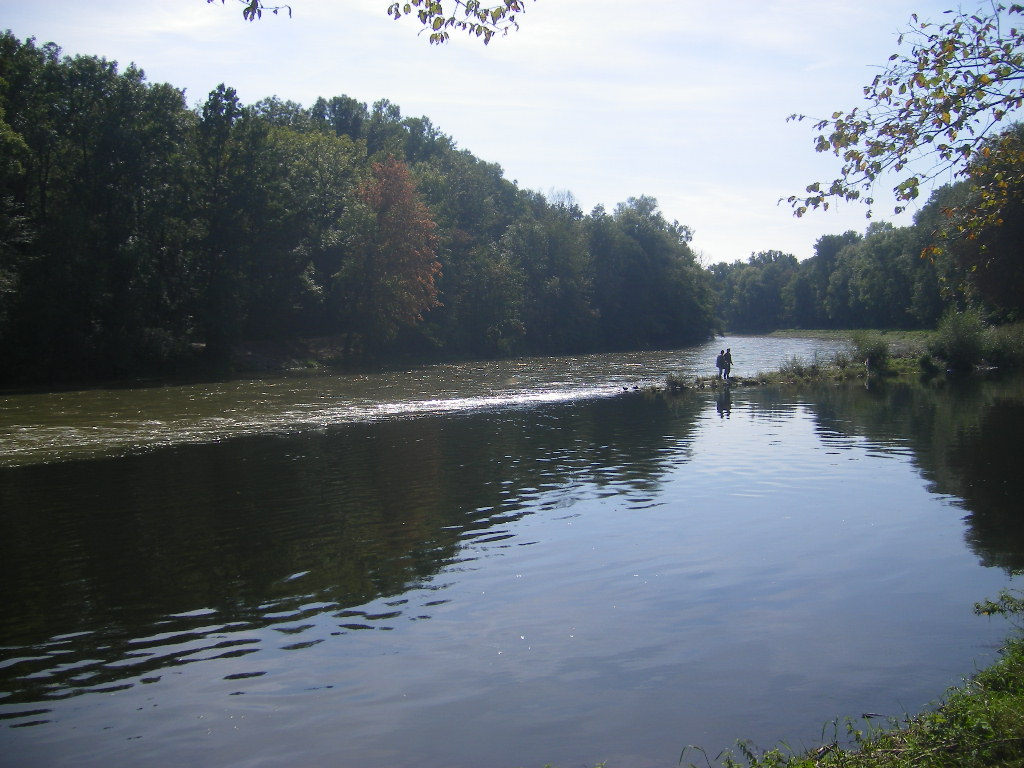
La confluenza dell'Iller nel Danubio a Ulma